# Lloydia delicatula
Lloydia delicatula är en liljeväxtart som beskrevs av Henry John Noltie. Lloydia delicatula ingår i släktet Lloydia och familjen liljeväxter. Inga underarter finns listade.